# 维利·斯多夫
维利·斯多夫（德語：Willi Stoph，德語發音：[ˈvɪli ˈʃtoːf]，1914年7月9日—1999年4月13日），德國政治人物。1964年至1973年及1976至1989年间曾两度出任東德部长会议主席（相當於政府總理）。1973年至1976年担任東德國務委員會主席（相当于国家元首）。

## 生平
1914年，斯多夫出生于柏林。1928年，加入德国共产主义青年同盟。1931年，加入德国共产党。1949年，民主德国成立后，斯多夫成为德国统一社会党中央委员会成员。1952年至1955年，担任民主德国内政部长。1956年至1960年，担任民主德国国防部长。1970年，他分别在埃尔福特和卡塞尔与西德总理维利·勃兰特进行了两次首脑会晤，从而缓和了两个德国之间的关系。1973年，伴随着乌布利希去世，斯多夫担任民主德国国务委员会主席，也就是民主德国的国家元首。1976年，斯多夫在压力之下将权力转交给昂纳克，然后之后一段时间失去了政治影响力。

### 两德统一前后
1989年东德迫于民众压力开启转型之路，10月18日，斯多夫向政治局提议解除昂纳克的总书记职务。随后在11月7日，斯多夫伴随着整个东德政府一同辞职。次日，德国统一社会党（SED）中央政治局全体成员辞职。12月3日，统一社会党中央开除斯多夫的党籍。
12月8日，民主德国总检察长以涉嫌滥用职权和腐败损害国民经济和谋取个人利益为由对斯托夫展开调查，并对他进行拘押。1990年2月，斯多夫因为身体原因被释放，他寻求苏联给予他政治庇护，但是未能得到戈尔巴乔夫的同意。
统一后的德国司法部门开始调查关于柏林墙和东德边境的民众死亡事件，1991年5月将斯多夫再次关押至1992年8月。11月，柏林地方法院对斯多夫提起诉讼，但是斯多夫因病没有参加庭审。1993年，法院以无法接受审判为由撤销了该案。
斯多夫继续居住在柏林，直到1999年4月去世，他被安葬在维尔道。